# Ta ostatnia noc
Ta ostatnia noc – amerykański melodramat z 1986 r. w reżyserii Edwarda Zwicka na podstawie sztuki Sexual Perversity in Chicago Davida Mameta.

## Obsada
- Rob Lowe jako Danny Martin
- Demi Moore jako Debbie
- James Belushi jako Bernie Litgo
- Elizabeth Perkins jako Joan